# Charles Hanson Greville Williams
Charles Hanson Greville Williams (* 22. September 1829 in Cheltenham; † 15. Juni 1910 in London) war ein britischer Chemiker.  
Williams war der Sohn eines Rechtsanwalts und erhielt eine Ausbildung durch Privatlehrer. 1852/53 war er beratender und analytischer Chemiker in London. Danach war er drei Jahre Assistent von Professor Thomas Anderson an der Universität Glasgow und danach bei Lyon Playfair an der Universität Edinburgh. Er war 1857/58 Lecturer in Chemie am Normal College in Swansea, dann Chemiker bei der Firma George Miller & Company in Glasgow, 1863 bis 1868 Assistent von William Henry Perkin in Greenford Green und 1868 bis 1877 als Partner von Edward Thomas und John Dower bei den Star Chemical Works in Brentford. 1877  bis 1901 war er Chemiker bei der Gas Light and Coke Company in London.
Er untersuchte die Zersetzungsprodukte bei trockener Destillation von Bitumen und Kohle und später von Kautschuk, wobei er 1860 Isopren entdeckte. Er fand auch schon heraus, dass Isopren nach längerer Zeit zähflüssiger wird, also polymerisiert, die Herstellung von Kautschuk aus Isopren fanden erst später andere (insbesondere Fritz Hofmann in Deutschland 1909). 1856 synthetisierte er Chinolinblau, den ersten Chinolin-Farbstoff und später von Bedeutung in der Farbfotografie.
1862 wurde er Fellow der Royal Society.
Er hatte künstlerische und literarische Interessen und befasste sich in seiner Freizeit mit ägyptischen Hieroglyphen.

## Schriften
- A Handbook of Chemical Manipulation, 1857, Supplement, 1879
- Manual of Chemical Analysis for Schools, 1858
- Tar and Tar Products, in Thomas Newbigging, W. T. Fewtrell (Hrsg.) King´s Treatise on the Science and Practice of the Manufacture and Distribution of Coal Gas, 1879